# Vřesice
Vřesice (deutsch Wschesitz, früher Brzezitz) ist ein Ortsteil der Gemeinde Sulíkov in Tschechien. Er liegt sechs Kilometer westlich von Letovice und gehört zum Okres Blansko.

## Geographie
Vřesice befindet sich am südlichen Fuß des Brablecův kopec (546 m) im Bergland der oberen Swratka, einem Teil der Böhmisch-Mährischen Höhe. In Vřesice entspringt der Bach Vřesický potok. Das Dorf liegt am nördlichen Rand des Naturparks Halasovo Kunštátsko. Gegen Norden befindet sich das Tal der Křetínka, in dem im Nordosten die Talsperre Letovice angelegt wurde. Nordwestlich erhebt sich der Špilberk (Spielberg, 653 m), im Westen der Povětrňák (605 m).
Nachbarorte sind Křetín im Norden, Lazinov und Vranová im Nordosten, Kněževísko und Zábludov im Osten, Ořechov und Jasinov im Südosten, Rudka im Süden, Petrov im Südwesten, Sulíkov im Westen sowie Ústup im Nordwesten.

## Geschichte
Die erste schriftliche Erwähnung des zur Herrschaft Letovice gehörigen Dorfes erfolgte im Jahre 1521. Besitzer waren zu dieser Zeit die Herren von Lomnitz. Jan und Jiří von Lomnice verkauften die Herrschaft 1524 an Christoph von Boskowitz auf Třebová. Dieser trat das Dorf 1531 an den Besitzer der Herrschaft Křetín, Pavel von Vojenice, ab. Ferdinand II. zog 1618 die Güter der Vojenický wegen Beteiligung am mährischen Ständeaufstand ein und übergab die Herrschaft Křetín an Friedrich Kaltenhof von Malejov. Im Laufe der Zeit änderte sich der Ortsname in Břesice, Březice bzw. Brzezitz.
Nach dessen Tode ersteigerte Simon Kratzer von Schönsberg 1623 die Güter. Zu dieser Zeit bestand das Dorf aus fünf Häusern. 1629 verkaufte Kratzer die Herrschaft mit den zugehörigen Dörfern Vřesice, Vranová, Křetín, Veselka, Dolní Poříčí, Horní Poříčí, Prostřední Poříčí, Bohuňov, Studlov und Bradlné an Otto Melander von Schwarzenthal. Nachfolgend kam es zu häufigen Besitzerwechseln. 1656 erwarb Marie Elisabeth Eggert von Grünberg die Güter, ihr folgte Johann Walderode von Eckhausen. Die Grafen Walderode, ab 1816 Desfours-Walderode blieben bis zur Mitte des 19. Jahrhunderts Grundherren von Vřesice. 1790 lebten in den 9 Häusern des Dorfes 56 Menschen. Im Jahre 1834 hatte das Dorf 74 Einwohner. Nördlich des Dorfes am Brablecův kopec wurde in mehreren Schächten Limonit abgebaut. Wegen des Vorkommens von Töpferlehm war in Vřesice das Töpferhandwerk weit verbreitet.
Nach der Aufhebung der Patrimonialherrschaften bildete Březice ab 1850 einen Ortsteil der Gemeinde Křetín in der Bezirkshauptmannschaft Boskovice zugehörig. 1890 lebten in den elf Häusern des Dorfes 104 Menschen. 1900 hatte Břesice 99 Einwohner. Seit 1923 führt das Dorf den Namen Vřesice. Im Jahre 1945 lebten in dem Dorf 95 Menschen. 1957 wurde Vřesice nach Sulíkov umgemeindet. Mit Beginn des Jahres 1961 wurde das Dorf dem Okres Blansko zugeordnet. 1998 wurde die neue Kapelle geweiht, die das Ortsbild prägt. 1991 hatte der Ort 67 Einwohner. Im Jahre 2001 bestand das Dorf aus 36 Wohnhäusern, in denen 72 Menschen lebten.

## Sehenswürdigkeiten
- Kapelle der hl. Monika und des hl. Augustin, geweiht 1998
- Kreuz am Dorfplatz, aus dem Jahre 1871
- Špilberk, Aussichtspunkt über das Tal der Křetínka
- Talsperre Letovice, nordöstlich an der Křetínka